# Allium cisferganense
Allium cisferganense är en amaryllisväxtart som beskrevs av Reinhard M. Fritsch. Allium cisferganense ingår i släktet lökar, och familjen amaryllisväxter. Inga underarter finns listade i Catalogue of Life.